# Virginius (film 1912)
Virginius è un cortometraggio muto del 1912 sceneggiato, diretto e interpretato da Hal Reid.
Il soggetto è tratto dal lavoro teatrale del commediografo irlandese James Sheridan Knowles (1784-1862) che era stato adattato per lo schermo già nel 1909 con un Virginius diretto da J. Stuart Blackton e interpretato da Maurice Costello.

## Produzione
Il film fu prodotto dalla Reliance Film Company.

## Distribuzione
Distribuito dalla Film Supply Company, il film - un cortometraggio in due bobine - uscì nelle sale cinematografiche degli Stati Uniti il 15 giugno 1912. In Gran Bretagna fu distribuito il 26 ottobre 1912 con il titolo Death Before Dishonour.